# 沧州站
沧州站位于中华人民共和国河北省沧州市新华区车站街道，是京沪铁路上的一座火车站，建于1909年，由北京局集团沧州车务段管辖，现为一等站，客运：办理旅客乘降；行李、包裹托运；货运：办理整车、零担、集装箱货物发到；办理整车货物承运前保管。

## 歷史
- 建于1909年。
- 1976年站房改建。
- 沧州站升级改造工程于2023年12月20日开始，于2025年1月5日结束，改造期间暂时停止办理客运业务[3]。

## 车站结构

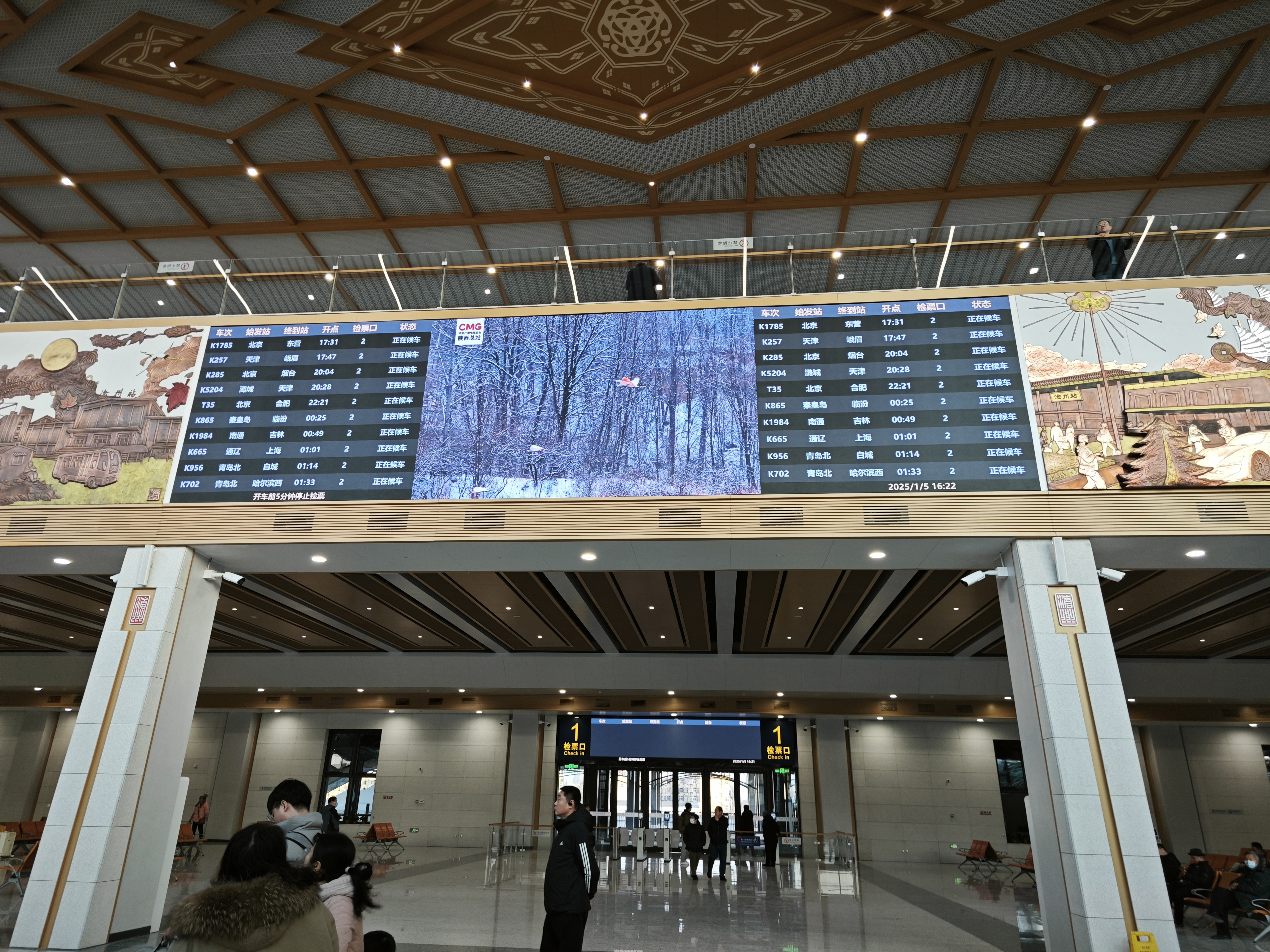
沧州站站内大屏

沧州站目前使用的站房于2025年启用，占地面积约1.3万平方米，可容纳2000人同时候车。车站候车厅分上下两层，与售票厅连通。
改建后的沧州站有3座站台、4个站台面，均为高站台。1站台宽10.1m，为侧式站台；2站台宽7.25m，为岛式站台，但东侧被护栏封闭不能办理客运业务，这是为了满足超限货车正线通过的需要；3/4站台宽10.5m，为岛式站台。上下行正线允许通过速度160km/h。
| 7道                    | 京沪铁路列车     |
| 5道                    | 京沪铁路下行列车 |
| 三、四站台（岛式站台） |                  |
| 3道                    | 京沪铁路下行列车 |
| I道                    | 京沪铁路下行列车 |
| II道                   | 京沪铁路上行列车 |
| ↓ 二站台（岛式站台）   |                  |
| 4道                    | 京沪铁路上行列车 |
| 6道                    | 京沪铁路上行列车 |
| 一站台（侧式站台）     |                  |
| 站房                   | 售票处、候车室   |

## 图片

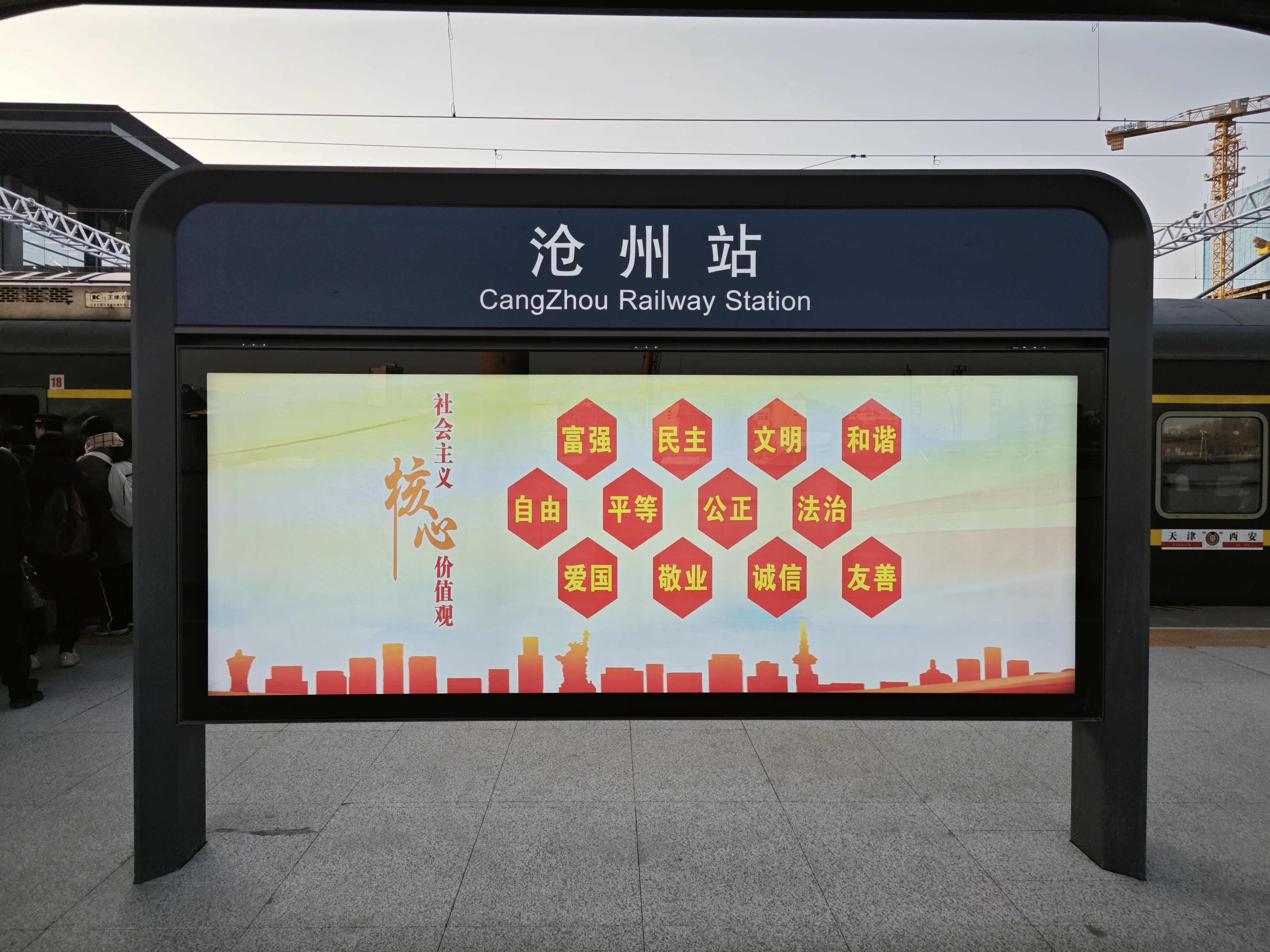
沧州站地面站牌

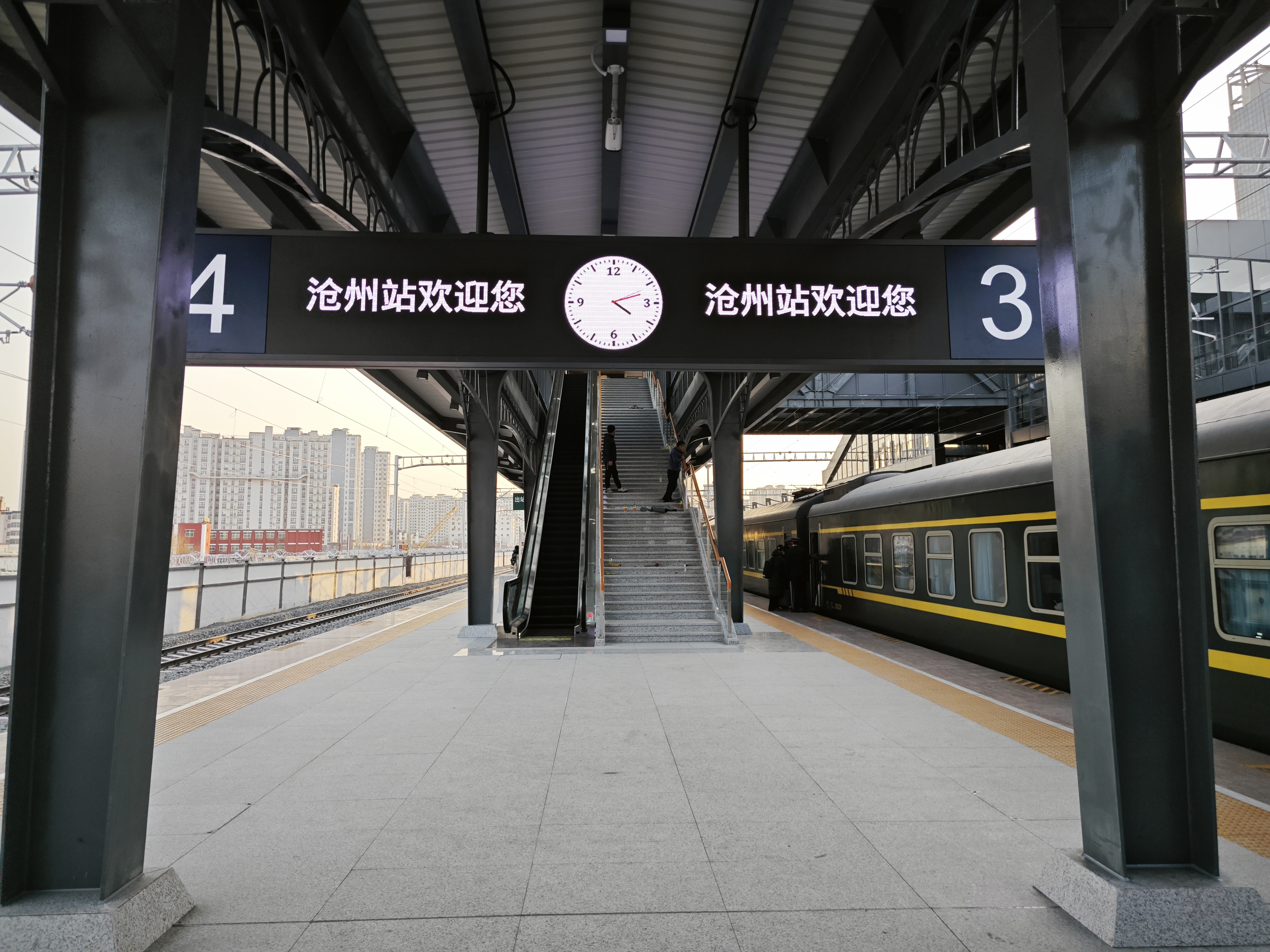
沧州站三四站台

## 車站周邊
- 沧州融信农村商业银行铁西分理处
- 沧州狮城中医医院
- 沧州北个体汽车站
- 沧州汽车客运东站
- 汉庭酒店沧州火车站店
- 沧州市商业银行东风路支行
- 沧州市车站小学
- 沧州玛丽亚医院
- 中国工商银行青县石油支行
- 中国银行东风路支行
- 沧州市新华区地方税务局
- 肯德基东体意明店
- 沧州运动学校综合搏击馆摔跤馆
- 中国邮政储蓄银行解放中路支行